# Axel Tony
 (janvier 2025).
 (janvier 2025).
 (janvier 2025).
 (janvier 2025).
Axel Tony est un chanteur et danseur français né le 12 avril 1984 à Colombes en Hauts-de-Seine.

## Biographie
Originaire du Cameroun par son père, de la Martinique et du Viêt Nam par sa mère, Axel Tony grandit dans le quartier du Luth à Gennevilliers, avant de partir vivre à Saint-Michel-sur-Orge dans la banlieue parisienne à l'âge de 12 ans. Son père est chanteur dans une chorale[réf. nécessaire]
Après, il revient en Ile-de-France. En 2005, il intègre la chorale soul R'n'B We Are One dirigée par Obam, ce qui lui permet de rencontrer Yannick Noah, Chimène Badi, Amel Bent et Corneille[réf. nécessaire].
En 2006, Axel Tony devient choriste pour la rappeuse Diam's et l'accompagne durant la tournée Dans ma Bulle[réf. nécessaire]. En 2008, il est également choriste pour Kery James sur la tournée À l'ombre du show business et l'année suivante sur la tournée Réel[réf. nécessaire]. En 2010, il se retrouve choriste pour Christophe Willem sur plusieurs plateaux télévisés[réf. nécessaire].
Axel Tony fait ses premiers pas dans l'univers de la musique en carrière solo au sein du label Givemeall qui est dirigé par son manager. Il se fait connaître avec les singles Elle ou Moi en featuring avec Imélie Monteiro et Thayna, ainsi qu'avec sa chanson Les Feux de l'amour. Dans la même année, accompagné de la chanteuse Kayliah, il enchaîne avec une chanson au son R'n'B intitulée Pourquoi revenir maintenant.
En 2012, il sort le clip de Pause kizomba. Puis, il enchaîne avec un nouveau son zouk[style à revoir][réf. nécessaire] intitulé Je t'aime, composé et écrit par N-zup et réalisé par Ali Angel. En mars 2012, il signe avec la major Universal Music Division AZ, avec qui il développe son projet de créer son premier album Pop Urbaine qu'il nomme Je te ressemble. Le premier single de l'album Avec toi en featuring avec Tunisiano, réalisé et produit par Skalpovich et écrit par Indila, se classe dans les cinq premières meilleures ventes iTunes durant plusieurs semaines[réf. nécessaire]. L'album sort le 15 avril 2013.
En janvier 2013, Axel Tony sort son nouveau titre Au-delà des mots réalisé par Skalpovich, composé et écrit par N-Zup, dont le clip réalisé par Chris Macari sort fin février 2013.
En 2018 Axel revient avec le titre a succès[réf. nécessaire] jusqu'au bout en featuring avec Yoan ainsi que 2 singles solo Semblant et Mayday qui annonce un futur projet a venir.

## Discographie

### Albums
| Titre              | Année | Meilleure position | Meilleure position | Ventes                           |
| Titre              | Année | [ 1 ]              | [ 2 ]              | Ventes                           |
| ------------------ | ----- | ------------------ | ------------------ | -------------------------------- |
| Je te ressemble    | 2013  | 10                 | 140                | France : 40 000[réf. nécessaire] |
| En boucle (Deluxe) | 2023  |                    |                    | 🇫🇷                               |

### Singles
| Titre                    | Année | Meilleure position | Meilleure position | Album           |
| Titre                    | Année | Belgique           | France             | Album           |
| ------------------------ | ----- | ------------------ | ------------------ | --------------- |
| Les feux de l'amour      | 2011  | -                  | -                  | -               |
| Avec toi (Ft. Tunisiano) | 2012  | -                  | 7                  | Je te ressemble |
| Au-delà des mots         | 2013  | -                  | 40                 | Je te ressemble |
| J'avance                 | 2013  | -                  | -                  | Je te ressemble |
| Ma Reine (Ft. Admiral T) | 2013  | -                  | 36                 | Je te ressemble |
| Flamme (Ft. Layanah)     | 2013  | -                  | 118                | Je te ressemble |
| Message                  | 2014  | -                  | -                  | -               |
| Je te ressemble          | 2014  | -                  | -                  | -               |
| Ne me quitte pas         | 2014  | -                  | 126                | -               |
| Un mot                   | 2017  | -                  | -                  | -               |
| Mwen Love                | 2017  | -                  | -                  | -               |
| Jusqu'au bout (Ft. Yoan) | 2018  | -                  | -                  | -               |
| Semblant                 | 2018  | -                  | -                  | -               |
| Mayday                   | 2018  | -                  | -                  | -               |
| A deux                   | 2019  | -                  | -                  | -               |
| Dis-le moi (Feat Thayna) | 2023  | -                  | -                  | -               |

## Autres titres
- Sensualité, reprise d'Axelle Red en duo avec Sheryfa Luna sur l'album du collectif Tropical Family
- Flamme, reprise de Slaï en duo avec Layanah sur l'album du collectif Tropical Family
- Encore et encore, avec la participation de Layanah, Saïk et Pompis
- Prendre les devants, avec la participation de Nilâ Priss